# Harold Shipman
Harold Frederick "Fred" Shipman (Nottingham, 14 de janeiro de 1946 — Wakefield, 13 de janeiro de 2004), conhecido como "Doutor Morte", foi um médico e assassino em série britânico condenado pela morte de 15 idosas entre as décadas de 1970 e 1990. No entanto, esse número pode passar de 250.
Sendo considerado um dos assassinos em série mais prolíficos do mundo. De acordo com o portal especializado Crime and Investigation: "Matar era um vício para Shipman", "O renomado médico era na verdade um sádico viciado em drogas", reporta o portal Aventuras na História.
Entre 25 de novembro de 1994 e 25 de novembro de 1995 ele matou 27 pacientes. De acordo com Crime and Investigation: "Este é um número de mortos que a maioria dos assassinos em série não atinge ao longo de toda a sua história". O Nit de Portugal o chamou de "maior assassino em série do mundo".
Suicidou-se na prisão em 2004.

## Biografia

### Infância e juventude
Nascido em família trabalhadora da classe média, com tendência a megalomania, de acordo com o Aventuras na História ele foi um "aluno brilhante" no ensino primário, mas "mediano" no secundário, o que o frustrava. Como não se destacava mais nos estudos, enveredou pela área esportiva, onde teve sucesso no atletismo. Mesmo assim, permanecia muito tempo sozinho, se achando superior aos colegas de classe.
Era muito próximo de sua mãe, Vera Brittan, que morreu de câncer de pulmão ainda jovem. Ele "sempre ficou ao seu lado. Foram nesses momentos que o rapaz via a senhora receber altas doses de morfina para aliviar a dor, e ficou fascinado".

### Casamento
Depois da morte da progenitora, abalado decidiu estudar Medicina, tendo sido reprovado duas vezes antes de conseguir matricular-se na Escola de Medicina de Leeds (Inglaterra), onde se formou clínico geral em 1970. "O objetivo do futuro serial killer não era salvar vidas, na verdade, era um motivo muito mais cruel: ceifá-las".
Em 1966, mesma época em que entrou na faculdade, casou-se com Primrose Shipman, com quem teve quatro filhos. Ela o apoiou do julgamento à sua morte. "Harold foi casado com sua parceira Primrose por 40 anos antes de ser preso. (...) Acredita-se que ela não tinha ideia de que ele havia cometido os crimes".

## Os crimes
Em 1974 foi contratado num hospital em Yorkshire, onde logo uma enfermeira do pronto-socorro estranhou a prescrição de altas doses de petidina aos pacientes, já que esta droga deveria ser aplicada apenas em casos de extrema necessidade. Uma investigação interna apurou que ele receitava a substância para desviá-la para uso próprio. Além de falsificar receitas, também se descobriu que ele alterava diagnósticos, o que o fez ser afastado da função e obrigado a se tratar em uma clínica de reabilitação.
Conseguiu depois trabalho na cidade de Hyde, em 1977, onde um agente funerário local, Frank Massey, notou pouco tempo depois um padrão na morte dos pacientes de Shipman: tinham uma taxa de mortalidade muito maior, a maioria eram mulheres idosas que moravam sozinhas e morriam após uma overdose de morfina.
No entanto, por ter boa reputação local , as suspeitas foram esquecidas até junho de 1998, quando matou Kathleen Grundy. Após estranharem seu sumiço, amigos foram à sua casa e a encontraram estranhamente morta, já que ela não tinha problemas de saúde conhecidos. Rastreando seus contatos, descobriu-se que a última pessoa a visitá-la havia sido Shipman. Em seguida Angela Woodruff, filha da falecida, descobriu que a mãe tinha mudado o testamento para que parte dos bens fossem dados ao médico. "Ela havia legado toda a sua propriedade, avaliada em cerca de £ 400 mil" e ele insistia "que nenhuma autópsia era necessária".

### Modus operandi
Shipman geralmente escolhia pessoas idosas, muitas em estado terminal, para não levantar suspeitas sobre suas mortes. Aplicava-lhes doses mortais de morfina e depois emitia ele mesmo os atestados de óbito, onde apontava causas diversas, inclusive morte natural.

## Investigação, prisão e pena
Após a morte de Grundy e o estranho caso de seu testamento, uma investigação começou e quando os policiais foram até a casa do Doutor Morte, encontraram uma máquina de escrever usada para forjar testamentos, além de joias de várias vítimas. Depois revisaram a morte de outras 14 pessoas, descobrindo que elas haviam morrido de overdose de morfina e que ele havia falsificado os atestados de óbito.
Shipman foi preso, mas sempre negou responsabilidade nas mortes que lhe foram atribuídas. Ele também nunca demonstrou arrependimento por seus atos.
No dia 31 de janeiro de 2000 Harold foi condenado à prisão perpétua, sem possibilidade de liberdade condicional. condenado pela morte de 15 idosas entre a década de 1970 à 1990. No entanto, o número de mortes pode, inclusive, passar de 250, apesar da polícia ter inicialmente estimado 215 mortes, sendo 171 mulheres e 44 homens. O juiz responsável disse a ele no veredito: "Finalmente você foi levado à justiça por seus crimes perversos. Você abusou da confiança dessas vítimas - você era, afinal de contas, seu médico. Você usou uma perversão calculista e sangue frio e não demonstrou nenhum remorso".

### Morte
No dia 13 de janeiro de 2004, aos 58 anos, o "Doutor Morte" suicidou-se por enforcamento em sua cela.

## Curiosidades
Apesar da dificuldade de estabelecer quantas vítimas ele exatamente fez e quando, a imprensa relata que:
- Em 10 de junho de 1996, ele fez sua 140ª vítima, chamada Leah Fogg;[3][10]
- Ele fez ao menos duas vítimas em datas iguais, mas em anos differentes: matou Henrietta Walker, de 87 anos, em 25 de novembro de 1994, e exatamente um ano depois, Konrad Ovcar-Robinson, de 43 anos. Ambos moravam em Hyde;[4]
- Doze pessoas de um mesmo edifício estão entre suas vítimas;[5]
- O caso levantou uma discussão sobre a atuação da comunidade médica, já que tantas mortes passaram despercebidas durante tanto tempo. "Os assassinatos de Shipman levantaram questões preocupantes sobre os poderes e responsabilidades da comunidade médica na Grã-Bretanha e sobre a adequação dos procedimentos para certificar a morte súbita", escreveu a Enciclopédia Britânica.[2]

## Na cultura popular
Sua história foi contada num documentário da BBC, The Shipman Files: A Very British Crime Story.
Ao menos dois livros foram escritos sobre ele: Harold Shipman: The Horrifying True Crime Story of the Notorious Serial Killer  e Harold Shipman - Prescription For Murder: The true story of Dr Harold.

" A matança angustiante e secreta de Shipman nos lembra que ninguém está seguro quando assassinos em série estão à espreita", escreve o autor de Harold Shipman: The Horrifying True Crime Story of the Notorious Serial Killer.